# Α反轉錄病毒屬
α反轉錄病毒屬（学名：Alpharetrovirus）是反轉錄病毒目反轉錄病毒科下的一個屬，此屬的病毒具有C型的外觀。α反轉錄病毒會在野鳥、家禽和鼠身上造成肉瘤和腫瘤。
鳥白血病病毒就是一個例子。

## 外部連結
- 微生物免疫學-Retroviridae(反轉錄病毒科) （页面存档备份，存于）